# Randy Voepel

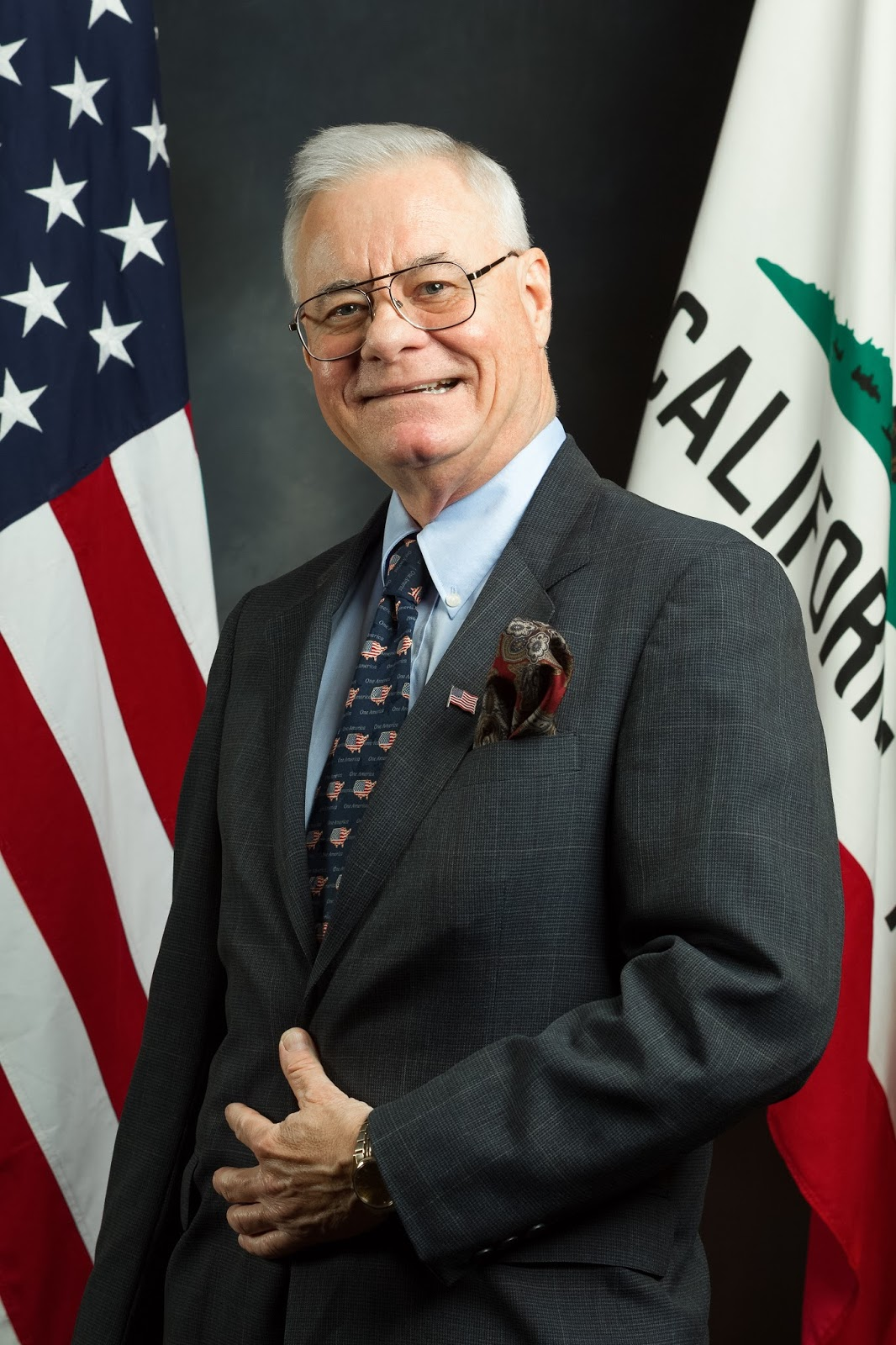
Randy Voepel (2019)

Randy Greg Voepel (* 21. September 1950 in Saint Charles, Missouri) ist ein US-amerikanischer Politiker (Republikaner). Er gehörte von 2016 bis 2022 der California State Assembly an und war von 2000 bis 2016 Bürgermeister von Santee (Kalifornien).

## Leben
Randy Voepel wurde in Saint Charles, Missouri geboren. 1969 wurde er Mitglied in der United States Navy und diente während des Vietnamkriegs auf der Buchanan, einem Lenkwaffenzerstörer. Für seinen Dienst erhielt er den Combat Action Ribbon sowie weitere militärische Ehrungen. Das Ribbon war Gegenstand einer späteren Schmutzkampagne seines republikanischen Rivalen Larry Wilske, der behauptete, Voepel hätte dies nicht bekommen. Voepel blieb bei der Navy bis 1978. Anschließend arbeitete er in der Versicherungsbranche als Underwriter und Broker.
1996 wurde er erstmals in den Stadtrat von Santee gewählt. Von 2000 bis 2016 war er Bürgermeister von Santee. Am 8. November 2016 wurde er für die Republikaner für den 71. Distrikt  (Riverside County und San Diego County) in die California State Assembly gewählt. 2018 und 2020 wurde er wiedergewählt. 2022 wurden die Districts neu aufgeteilt und Voepel trat nun im 75. Distrikt an, der Orange County und Riverside County umfasst. Voepel verlor jedoch die Wahl deutlich gegen seine republikanische Kollegin Marie Waldron.

## Privatleben
Randy Voepel ist zweimal verheiratet und hat mit seiner zweiten Frau zwei Kinder. Das Paar lebt in Santee (Kalifornien). Seine Tochter war mit dem MMA-Kämpfer und Pornodarsteller Aaron Brink verheiratet. Er ist Großvater von Anderson Lee Aldrich, dem Amokschützen des Amoklaufs im Club Q.

## Militärische Ehrungen
- Combat Action Ribbon
- Meritorious Unit Commendation
- Good Conduct Medal (2)
- National Defense Service Medal
- Meritorious Unit Commendation
- Vietnam Service Medal
- Vietnam Cross for Gallantry
- Vietnam Campaign Medal